# 角鱼
角鱼（学名：Tariqilabeo bicornis）为輻鰭魚綱鯉形目鲤科的其中一種，俗名红眼鱼。分布於亞洲緬甸、泰國及中国怒江水系等，多见于底栖以及江河清水河段，體長可達15公分。该物种的模式产地在云南六库。

## 外部連結
- 角魚的圖片 （页面存档备份，存于）